# Liste der Bodendenkmäler in Wolframs-Eschenbach
Auf dieser Seite sind die Bodendenkmäler in der mittelfränkischen Stadt Wolframs-Eschenbach zusammengestellt. Diese Tabelle ist eine Teilliste der Liste der Bodendenkmäler in Bayern. Grundlage ist die Bayerische Denkmalliste, die auf Basis des Bayerischen Denkmalschutzgesetzes vom 1. Oktober 1973 erstmals erstellt wurde und seither durch das Bayerische Landesamt für Denkmalpflege geführt wird. Die folgenden Angaben ersetzen nicht die rechtsverbindliche Auskunft der Denkmalschutzbehörde.

## Bodendenkmäler in Wolframs-Eschenbach

### Bodendenkmäler in der Gemarkung Biederbach
| Lage                  | Objekt                    | Akten-Nr.     | Bild |
| --------------------- | ------------------------- | ------------- | ---- |
| Biederbach (Standort) | Siedlung der Steinzeiten. | D-5-6730-0088 |      |

### Bodendenkmäler in der Gemarkung Selgenstadt
| Lage                   | Objekt                                     | Akten-Nr.     | Bild |
| ---------------------- | ------------------------------------------ | ------------- | ---- |
| Selgenstadt (Standort) | Grabhügel vorgeschichtlicher Zeitstellung. | D-5-6730-0100 |      |

### Bodendenkmäler in der Gemarkung Wolframs-Eschenbach
| Lage                           | Objekt | Akten-Nr.     | Bild |
| ------------------------------ | --- | ------------- | ---- |
| Wolframs-Eschenbach (Standort) | Siedlung der Steinzeiten, Siedlung vorgeschichtlicher Zeitstellung.                                                                                     | D-5-6730-0090 |      |
| Wolframs-Eschenbach (Standort) | Frühmittelalterliches Reihengräberfeld. | D-5-6730-0095 |      |
| Wolframs-Eschenbach (Standort) | Abgegangene mittelalterliche Fallhütte. | D-5-6730-0096 |      |
| Wolframs-Eschenbach (Standort) | Mittelalterliche Vorgängerbauten der katholischen Pfarrkirche Mariae Himmelfahrt (Liebfrauenmünster), Friedhof des Mittelalters und der frühen Neuzeit. | D-5-6730-0097 |      |
| Wolframs-Eschenbach (Standort) | Mittelalterliche und frühneuzeitliche Befunde im Bereich der Altstadt von Wolframs-Eschenbach.                                                          | D-5-6730-0105 |      |
| Wolframs-Eschenbach (Standort) | Mittelalterliche und frühneuzeitliche Befunde im Bereich der katholischen Friedhofskirche St. Sebastian, Friedhof der frühen Neuzeit.                   | D-5-6730-0116 |      |
| Wolframs-Eschenbach (Standort) | Mittelalterliche und frühneuzeitliche Stadtbefestigung von Wolframs-Eschenbach.                                                                         | D-5-6730-0165 |      |
| Wolframs-Eschenbach (Standort) | Untertägige Teile der mittelalterlichen und frühneuzeitlichen Oberen Vorstadt von Wolframs-Eschenbach.                                                  | D-5-6730-0215 |      |